# Márcio Santos
Márcio Roberto dos Santos, ou plus simplement Márcio Santos, est un footballeur brésilien né le 15 septembre 1969 à São Paulo (Brésil). Il a joué au poste de défenseur central, notamment à l'Ajax Amsterdam. Il a remporté la coupe du monde en 1994 avec l'équipe du Brésil.

## Biographie
Même si Marcio Santos fait partie de la sélection brésilienne disputant la Copa América 1991, sa carrière internationale démarre véritablement lorsqu'il arrive en Gironde à l'été 1992. Le club bordelais, qui vient de remonter en Division 1 après une année de purgatoire à l'étage inférieure, a de grandes ambitions. Marcio Santos est recruté au même titre que Richard Witschge ou Zinédine Zidane pour renforcer la jeune génération girondine, symbolisée par le duo Lizarazu-Dugarry. Ses prestations au sein du championnat français lui permettent d'être appelé régulièrement en équipe du Brésil. 
Marcio Santos ne doit cependant sa titularisation à la Coupe du monde 1994 qu'à l'absence de dernière minute du Parisien Raymundo Ricardo Gomes. Il profite de ce forfait pour s'imposer au sein de la charnière brésilienne et jouer l'ensemble de 7 matchs de la compétition, marquant même un but contre le Cameroun (3-0), lors de la phase de poule. Il joue donc la finale de la Coupe du monde contre l'Italie, qu'il remporte, bien qu'il soit le seul brésilien à avoir raté son penalty lors de la séance des tirs au but. 
Après la Coupe du monde 1994, il tente sa chance en Italie, sans réel succès, puis à l'Ajax d'Amsterdam, alors considéré comme l'un des meilleurs clubs européens. Recruté dans le but de remplacer Frank Rijkaard, son passage aux Pays-Bas est plombé par de nombreuses blessures et par le repositionnement de Frank de Boer au poste de défenseur central. Il réussit malgré tout à conserver dans un premier temps sa place au sein de la Seleçao, et participe la Copa America 1997 (qu'il gagne). Mais les prestations de Júnior Baiano lors de la Coupe des confédérations 1997 sonnent le glas de ses ambitions internationales. Il n'est donc pas sélectionné pour la Coupe du monde 1998. Il plonge ensuite progressivement dans l'anonymat, et prend sa retraite sportive en 2006.

## Carrière

### En club
- 1987-1990 :  Novorizontino
- 1990-1991 :  SC Internacional
- 1992 :  Botafogo FR
- 1992-1994 :  Girondins de Bordeaux
- 1994-1995 :  AC Fiorentina
- 1995-1997 :  Ajax Amsterdam
- 1997 :  Atlético Mineiro
- 1997-1999 :  São Paulo FC
- 2000 :  Santos FC
- 2001 :  SE Gama
- 2001 :  Shandong Luneng Taishan
- 2002 :  Etti Jundiai
- 2003 :  Club Bolívar
- 2003 :  Joinville EC
- 2004-2006 :  Portuguesa Santista

## Palmarès

### En club
- Champion de l'État du Rio Grande do Sul en 1991 avec le SE Gama
- Champion des Pays-Bas en 1996 avec l'Ajax Amsterdam
- Champion de l'État de São Paulo en 1998 avec le São Paulo FC

### EnÉquipe du Brésil
- 40 sélections et 5 buts entre 1990 et 1997
- Vainqueur de la Coupe du Monde en 1994
- Vainqueur de la Copa América en 1997
- Vainqueur de la Coupe Stanley-Rous en 1995
- Participation à la Copa América en 1991 (Finaliste) et en 1997 (Vainqueur)
- Participation à la Coupe du Monde en 1994 (Vainqueur)

### Distinction individuelle
- Élu Ballon d'Argent brésilien en 1991

## Anecdotes
- Lors de son passage à l'Ajax d'Amsterdam, il reçut un carton rouge 19 secondes après son entrée en jeu contre le PSV Eindhoven, le 19 décembre 1996. Ceci constitue encore aujourd'hui le carton rouge le plus rapidement récolté par un joueur remplaçant aux Pays-Bas.